# سفارة اليابان في إسبانيا
سفارة اليابان في إسبانيا هي أرفع تمثيل دبلوماسي لدولة اليابان لدى إسبانيا. تقع السفارة في تشامارتين (مدريد) وهي تهدف لتعزيز المصالح اليابانية في إسبانيا.

## وصلات خارجية
- قائمة سفارات اليابان
- قائمة السفارات في إسبانيا